# 地球Merry-Go-Round
「地球 Merry-Go-Round」（ちきゅう メリーゴーランド）は、植田佳奈の2枚目のシングル。2003年9月25日にコロムビアミュージックエンタテインメント（現・日本コロムビア）から発売された。

## 概要
植田佳奈名義のシングルとしてはおよそ1年8ヶ月ぶり、声優ユニット・みっくすJUICEでの活動を経てのシングル。
「地球 Merry-Go-Round」は、テレビアニメ『住めば都のコスモス荘 すっとこ大戦ドッコイダー』のエンディングテーマ。カップリング曲の「風にのせて」では、植田自身が作詞を行っている。

## 収録曲
1. 地球 Merry-Go-Round [4:15]
作詞：小幡英之、作曲・編曲：宮原恵太
2. 風にのせて [4:55]
作詞：植田佳奈、作曲・編曲：関淳二郎
3. 地球 Merry-Go-Round（オリジナル・カラオケ）
4. 風にのせて（オリジナル・カラオケ）